# Tropanisopodus
Tropanisopodus es un género de escarabajos longicornios de la tribu Acanthocinini.

## Especies
- Tropanisopodus andinus Tippmann, 1960
- Tropanisopodus antonkozlovi Nascimento & Santos-Silva, 2019
- Tropanisopodus kozlovi Nascimento & Santos-Silva, 2019
- Tropanisopodus tachira Monne & Monne, 2007